# 米内村
米内村（よないむら）は、かつて岩手県岩手郡にあった村。現在の盛岡市内の一部。

## 沿革
- 1889年（明治22年）4月1日 - 町村制施行により南岩手郡上米内村、下米内村、山岸村（一部）、三割村（一部）、植田村（一部）、が合併し、米内村が発足。
- 1897年（明治30年）4月1日 - 郡の統合により南岩手郡と北岩手郡が合併し、岩手郡に所属[1]。
- 1928年（昭和3年）4月1日 - 盛岡市に編入され消滅。

## 行政

### 村政機関
特記なき場合、『岩手県下之町村』による。
|    | 氏名         | 備考                         |
| -- | ------------ | ---------------------------- |
| 1  | 上野芳太郎   |                              |
| 2  | 荒川福治     |                              |
| 3  | 熊谷忠助     | 三割區一二三戸の區長を兼任   |
| 4  | 佐藤善次郎   |                              |
| 5  | 帷子惟政     | 庄ヶ畑區四十九戸の區長を兼任 |
| 6  | 雪浦松之助   |                              |
| 7  | 岩崎久左衛門 |                              |
| 8  | 中居一三     |                              |
| 9  | 上山源作     |                              |
| 10 | 桑原長吉     |                              |
| 11 | 赤澤喜助     |                              |
| 12 | 坂本榮治     |                              |

(1917年1月現在)